# کوزی پاول
کولین فلوکس (به انگلیسی: Colin Flooks) ملقب به کوزی پاول (به انگلیسی: Cozy Powell) نوازنده درامز انگلیسی، در ۲۹ دسامبر ۱۹۴۷ در سیرنستر انگلستان متولد شد و در ۵ آوریل ۱۹۹۸ در بریستول انگلستان چشم از دنیا فرو بست. نام او با گروه‌های راک مشهور فراوانی گره خورده‌است.
او در سن ۱۲ سالگی شروع به نواختن درامز در گروه موسیقی مدرسه کرد، بعد از دوران مدرسه نیز او به نواختن درامز در اوقات فراغت مشغول بود. اولین گروه موسیقی او کورالز نام داشت و او به همراه گروه در کلاب‌های شهر می‌نواخت. او در ۱۵ سالگی تبدیل به یک نوازنده درامز حرفه‌ای و اعجاب‌آور شده بود. او نام کوچک کوزی را از یک نوازنده درامز جز به نام کوزی کول الهام گرفت.